# Chimarra alayoi
Chimarra alayoi är en nattsländeart som beskrevs av Lazar Botosaneanu 1980. Chimarra alayoi ingår i släktet Chimarra och familjen stengömmenattsländor. Inga underarter finns listade i Catalogue of Life.